# Joseph von Laßberg

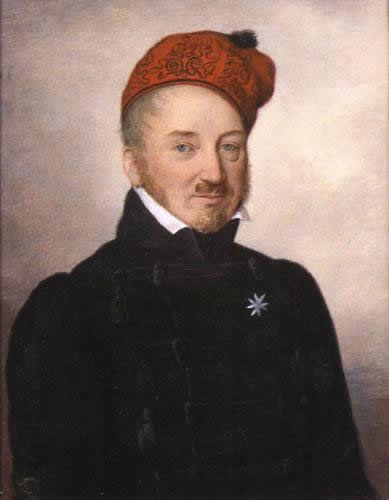
Joseph von Laßberg

Joseph Maria Christoph Freiherr von Laßberg (* 10. April 1770 in Donaueschingen; † 15. März 1855 in Meersburg) war ein deutscher Forstmann, Germanist, Schriftsteller und Schwager der Dichterin Annette von Droste-Hülshoff.

## Leben und Wirken

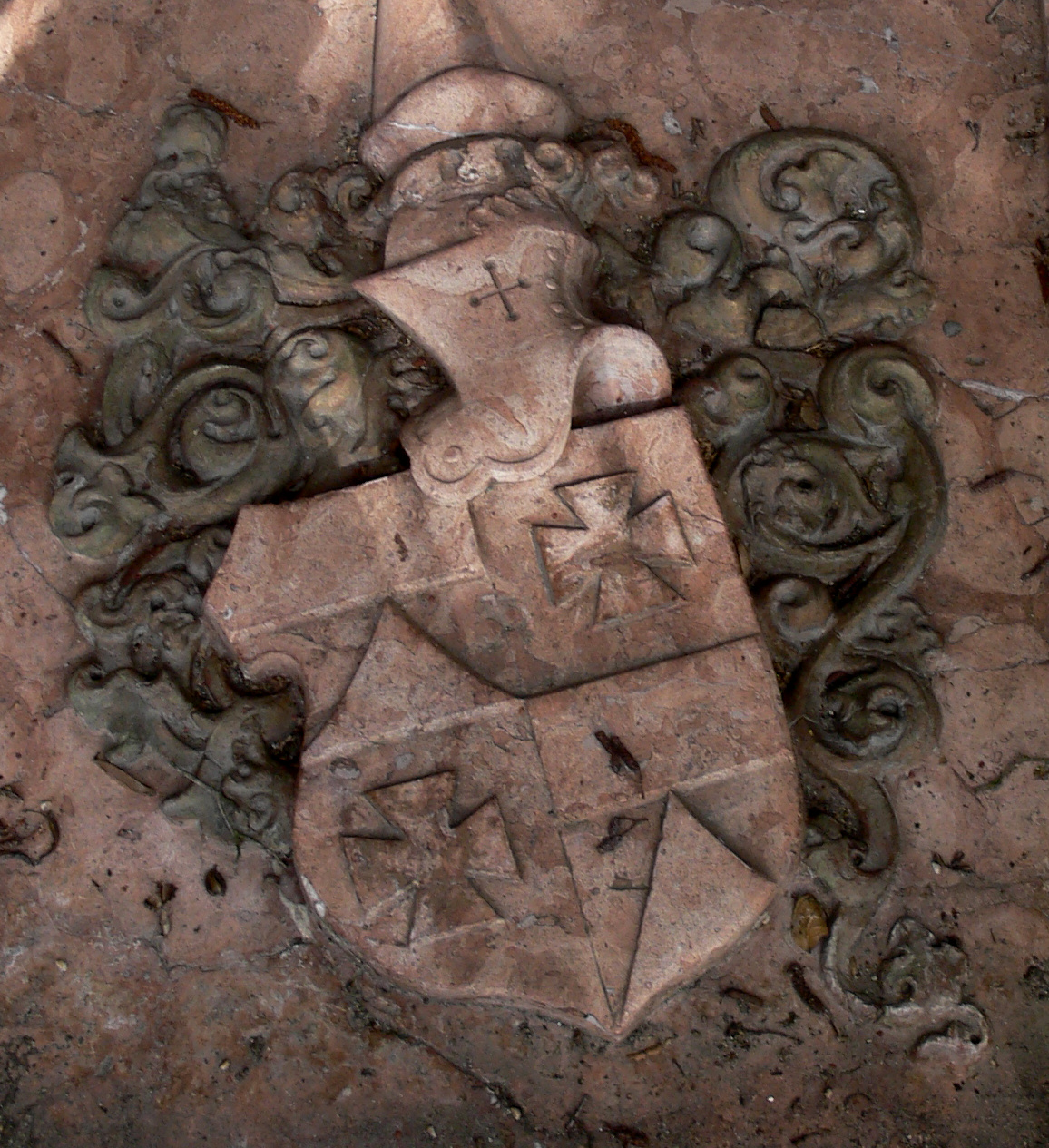
Wappen auf Laßbergs Grab

Laßberg entstammte einem alten österreichischen Adelsgeschlecht, das seit ca. 1665 in Süddeutschland ansässig war. Sein Vater Joseph Maria von Laßberg († 1813) war Fürstlich fürstenbergischer Geheimer Rat und Oberjägermeister. Seine Mutter Anna Freiin von Maltzahn entstammte ebenfalls einer alten Adelsfamilie. Laßberg wurde durch seine zweite Ehe der Schwager der Schriftstellerin Annette von Droste-Hülshoff.
Nachdem Laßberg seine Schulzeit im Kloster Salem und am Gymnasium Donaueschingen absolviert hatte, studierte er in Straßburg und Freiburg im Breisgau Jura und Politik. Noch während seiner Schulzeit erhielt er sechzehnjährig (Johannisnacht 1786 in der Burgkapelle auf dem Trifels), seiner Meinung nach als Letzter im alten Reich, den Ritterschlag. Er war Mitglied des Malteserordens.

### Fürstentum Fürstenberg
Nach Abschluss seines Studiums trat er in die Forst- und Kameralverwaltung des Fürstentums Fürstenberg ein und wurde 1792 Fürstl. Oberforstmeister. 1804 wurde er zum Nachfolger seines Vaters bestimmt und als solcher 1807 zum Landesoberforstmeister ernannt. Ab 1813 leitete Laßberg die Oberdirektion des gesamten Forst- und Jagdwesens von Fürstenberg. In diesen Jahren war Laßberg auch mit Fürstin Elisabeth zu Fürstenberg, geb. Thurn und Taxis (1767–1822), liiert und hatte mit ihr einen Sohn, der in einer Pflegefamilie in Luzern als Hermann von Liebenau (1807–1874) aufwuchs und Arzt und Historiker wurde. Er behauptete, dass er der Fürstin „zur linken Hand“ angetraut war, und pilgerte – wie Annette von Droste-Hülshoff schildert – alljährlich an ihrem Todestag nach Schloss Heiligenberg, wo er mit ihr gelebt hatte. Um 1830 leitete er auch die Renovation des Rittersaals im Schloss. Mithilfe des Fürstenhauses konnte er seine umfangreichen Sammlungen aufbauen.

### Schloss Helmsdorf bei Immenstaad
Zuvor war er seit 1795 mit Maria Anna Ursula Ebinger von der Burg (1771–1823) verheiratet und hatte mit ihr vier Söhne. Mit seiner Familie bewohnte er Schloss Helmsdorf bei Immenstaad. Er erwarb das Schloss 1798 und wurde dadurch auch Mitglied der schwäbischen Reichsritterschaft. Als solches versuchte Laßberg 1815 auf dem Wiener Kongress vergeblich, für Fürstenberg die Souveränität wieder zu erlangen.
1815 gründeten Mitglieder der Reichsritterschaft während des Kongresses in Wien, bei dem er die Fürstin Elisabeth unterstützte, den Adelsverein Die Kette. Bis zu dessen Auflösung 1817 war Laßberg Initiator und auch treibende Kraft dieser Vereinigung. Ihr politisches Ziel war die Wiederherstellung des alten Reichsadels mit all seinen Rechten. Gleichzeitig gehörte Laßberg der Wollzeilergesellschaft in Wien an, die Jacob Grimm am 4. Januar 1815 in Wien, Gasthaus „Zum Strobelkopf“ in der Straße „Wollzeile“, gegründet hatte. Aus dieser Zeit stammt die Freundschaft mit Joseph Albrecht von Ittner.

### Schloss Eppishausen

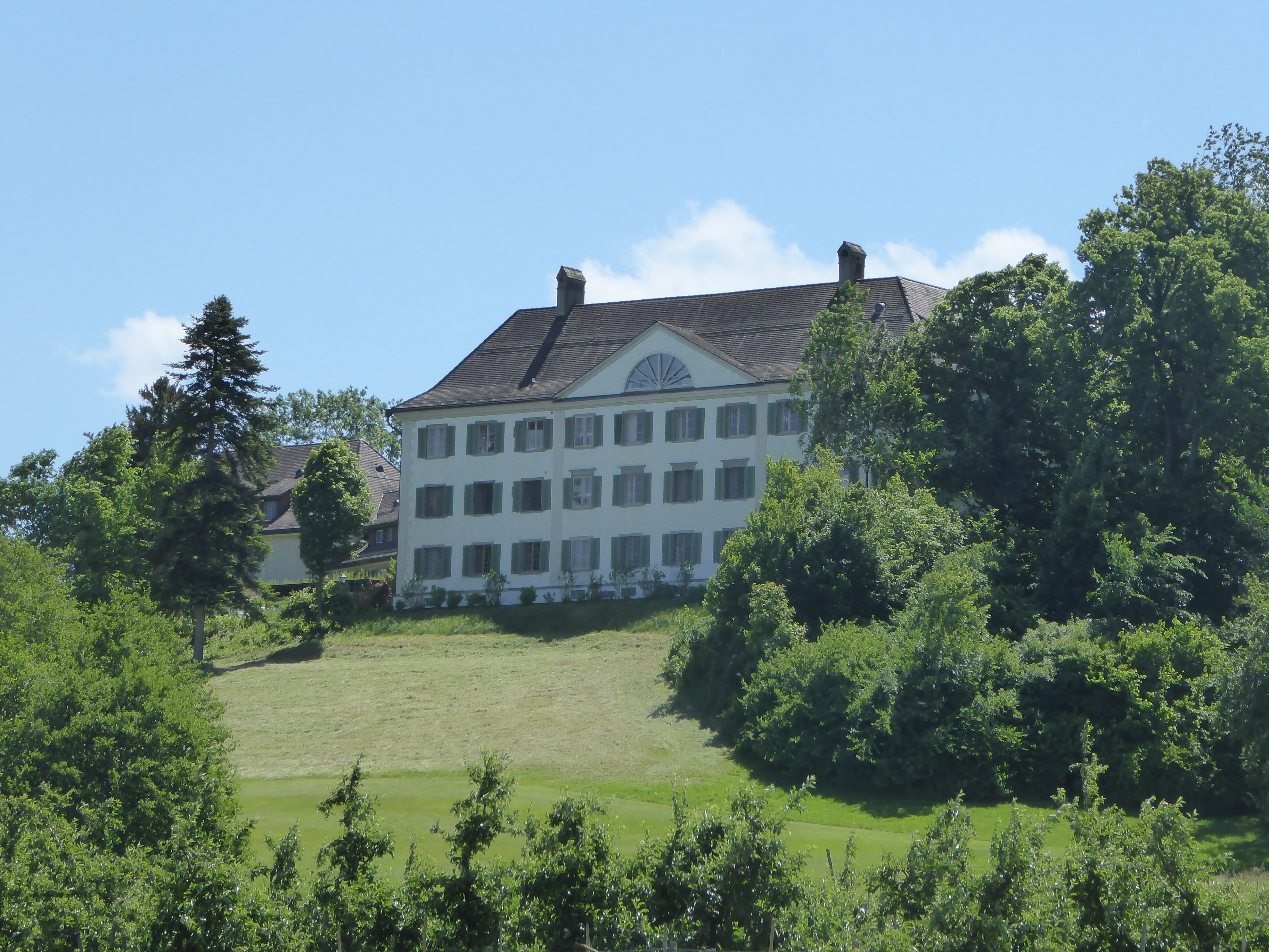
Schloss Eppishausen, Eigentum und Wohnsitz von Laßberg 1813–1838

1817 übernahm Fürst Karl Egon II. zu Fürstenberg die Regierung und Laßberg zog sich auf seinen 1813 erworbenen Besitz Schloss Eppishausen in Erlen im Thurgau zurück. Nach seinem Thurgauer Besitz wählte er auch sein Pseudonym Meister Sepp von Eppishusen. Neben der Bewirtschaftung seines Gutes begann Laßberg nun, im großen Stil Literatur zu sammeln. So erwarb er unter anderen bedeutenden Werken auch die aus dem Palast Hohenems stammende Handschrift C des Nibelungenliedes. Dadurch kam er z. B. in Kontakt mit Karl Simrock. Ein enger Freund wurde in jener Zeit der Schweizer Historiker und protestantische Geistliche Johann Adam Pupikofer. Aus seinen Thurgauer Jahren ist auch ein ausgiebiger Briefwechsel mit Jacob Grimm, Ludwig Uhland, Gustav Schwab, Johann Caspar Zellweger, Karl Lachmann und Franz Pfeffer erhalten.
Die Julirevolution von 1830 bewirkte, dass die Eppishauser Bevölkerung das Eigentum der Wiesen, Äcker und des Waldes von Schloss Eppishausen nicht mehr respektierte, sondern selber nutzte. 1834 heiratete Laßberg Maria Anna Freiin von Droste zu Hülshoff (gen. Jenny, 1795–1859), die Schwester der Schriftstellerin Annette von Droste-Hülshoff, die er durch seinen Freund Werner von Haxthausen, ebenfalls Gründungsmitglied der Adelsvereinigung „Die Kette“ und Stief-Onkel der beiden Schwestern Droste, kennengelernt hatte. Obwohl Laßberg und Annette von Droste in „unterschiedlichen Welten“ lebten, schätzten sie sich, nachdem die Dichterin etwa ein Jahr lang in Eppishausen gelebt hatte, gegenseitig sehr. Mit seiner zweiten Ehefrau hatte er Zwillingstöchter, Hildegard (1836–1914) und Hildegunde (1836–1909), die in Eppishausen geboren wurden. Bei einem Wagenunfall nach der Geburt der Töchter am 9. Mai 1836 wurde eines seiner Beine gelähmt. Da die politische Entwicklung in der Schweiz seiner konservativen Einstellung entgegenlief, fühlte sich von Laßberg nicht mehr wohl auf Schloss Eppishausen und wollte sich verändern.

### Altes Schloss in Meersburg

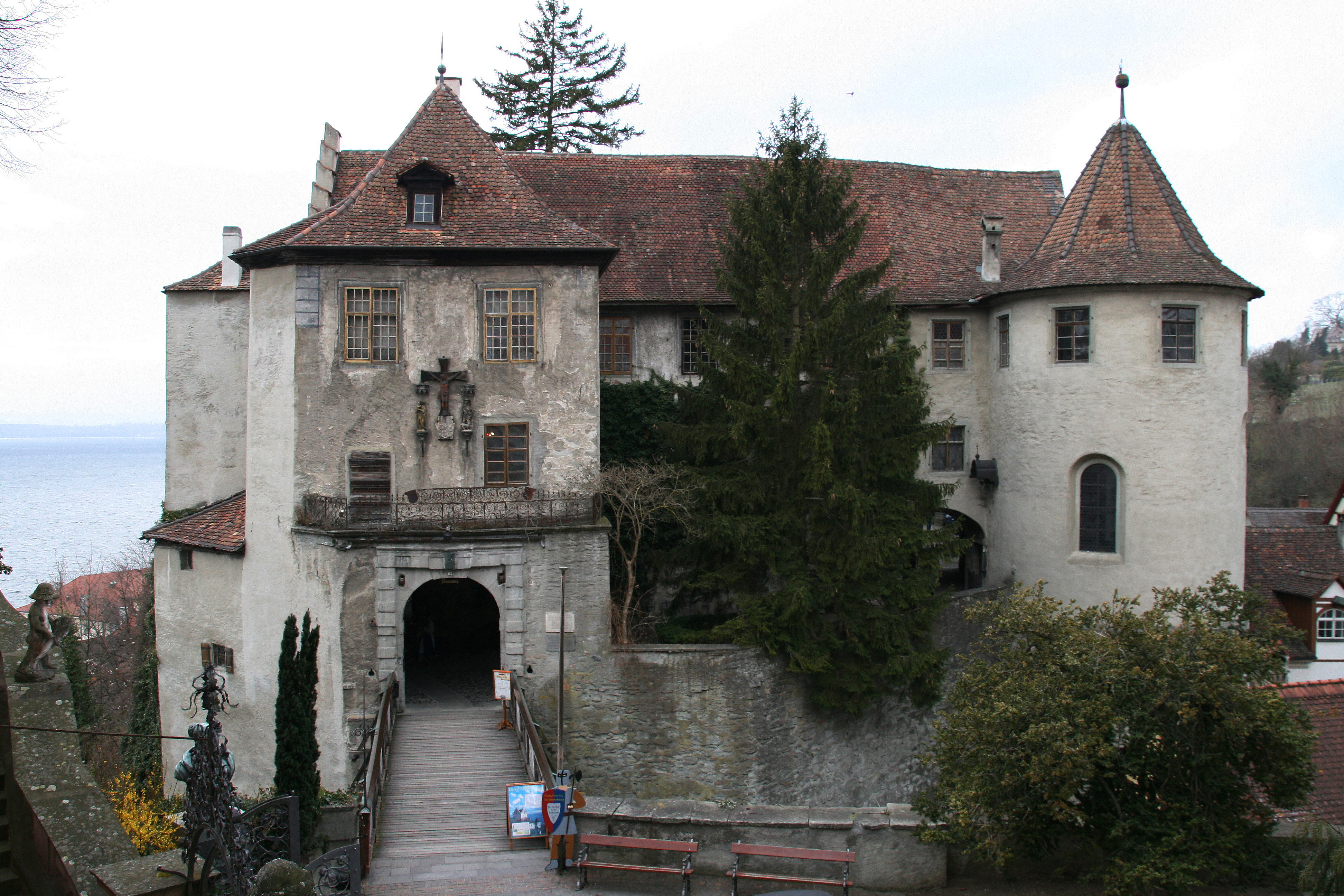
Burg Meersburg, Eigentum und Wohnsitz von Laßberg von 1838 bis zu seinem Tode

Ab Juni 1837 bemühte sich von Laßberg, das Alte Schloss Meersburg am Bodensee zu kaufen, das nach der Säkularisation seit 1802 nur noch mangelhaft unterhalten wurde. Zunächst gab er ein Kaufgebot über 10.000 Gulden (fl), das 2.000 Gulden unter dem Schätzpreis lag, an die Badische Domänenverwaltung in Meersburg ab. Daraufhin bot die Hofdomänenkammer in Karlsruhe das Gebäude am 20. November 1837 in öffentlicher Versteigerung an. Von Laßberg gab als alleiniger Interessent wiederum ein Gebot von 10.000 Gulden ab und erhielt die Burg am 1. Februar 1838 zugeschlagen. Der Kaufvertrag wurde am 2. März 1838 in das „Gewährbuch der Stadt Meersburg“ eingetragen.
Laßberg zog dort mit seiner Familie am 7. September 1838 ein und rettete das Schloss so vor dem Verfall. Den gewölbten hellen Saal machte er zur Bibliothek für die von ihm gesammelten Bücher und Handschriften, das anstoßende runde Gemach zu seinem Studien- und Schreibzimmer. Zur Katalogisierung seiner berühmten Bibliothek, die er später an das Haus Fürstenberg verkaufte, vermittelten ihm die Schwestern Droste-Hülshoff den jungen Schützling der Dichterin Levin Schücking, woraus die berühmte „Dichterwette“ entstand. Seine Schwägerin wählte dieses Schloss 1846, u. a. aus gesundheitlichen Gründen, zu ihrem ständigen Wohnsitz, schuf dort einen bedeutenden Teil ihrer Gedichte und starb dort 1848, ärztlich betreut von Laßbergs Sohn Hermann von Liebenau.
Auch von hier ist ein reger Briefwechsel bezeugt; u. a. mit Ildefons von Arx, Georg Friedrich Benecke, Sulpiz Boisserée und Justinus Kerner. Letzterer besuchte von Laßberg auf der Meersburg Mitte Juli 1854 für zwei bis drei Wochen und wurde von ihm bei seinen Nachforschungen zu Franz Anton Mesmer angeregt und unterstützt, sodass Kerner ein Buch über Mesmer schrieb, das 1856 erschien.
1845 wurde Laßberg von der Universität Tübingen mit dem Titel Dr. phil. h. c. geehrt. 1849 wurde er zum Ehrenmitglied der Bayerischen Akademie der Wissenschaften ernannt.
Laßberg züchtete auf der Meersburg auch mit großem Erfolg Papageien. Das alte Vogelhaus ist heute Teil des Museumsrundgangs. Darüber hinaus kann man im Rahmen einer Turmbesteigung auch Laßbergs alten Papageienkäfig im Dagobertsturm sehen.
Joseph von Laßberg starb im Alter von 85 Jahren am 15. März 1855 vormittags auf der Meersburg. Zuvor richtete er an seine Töchter die Worte: „Gott gebe euch die Kraft, die Tugend zu verteidigen, und Mut und Stolz, das Böse anzugreifen.“ Er liegt auf dem Friedhof Meersburg in der durch ihn begründeten Familien-Grabstätte Laßberg-Droste zu Hülshoff begraben. Die Meersburg vererbte er u. a. seinen Töchtern.

## Laßbergs Bibliothek

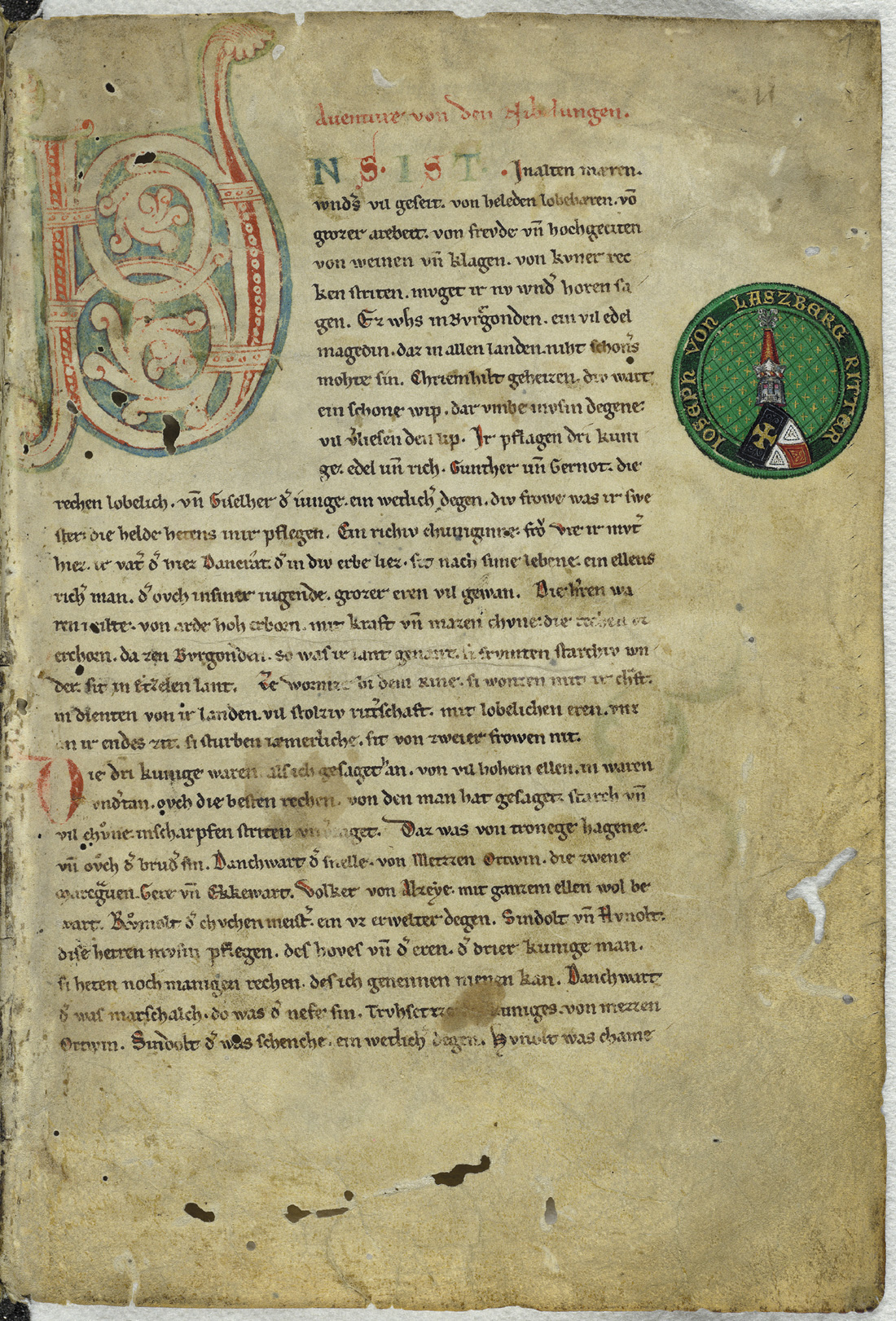
Nibelungenhandschrift C, Blatt 1r, 1815–1855 im Besitz von Laßberg, mit dessen Wappenexlibris

Laßbergs private Bibliothek, die er auf Vermittlung seiner Schwägerin Annette durch deren literarischen Freund Levin Schücking hatte katalogisieren lassen, umfasste weit über 10.000 Bücher, Handschriften und Manuskripte, darunter eine Handschrift des Nibelungenliedes, als er sie der Fürstlich Fürstenbergischen Hofbibliothek verkaufte. Darin enthalten sind auch Dokumente aus der Zeit der Fürstbischöfe von Konstanz und des Hochstifts Konstanz, die von Laßberg aus den Archivräumen des Alten und Neuen Schlosses in Meersburg rettete.
Wichtige Teile dieser Bibliothek konnten seit 1999 vom Land Baden-Württemberg erworben werden, insbesondere ein großer Teil der Handschriften, die in den Bestand der Fürstlich-fürstenbergischen Hofbibliothek Donaueschingen übergegangen waren. Sie befinden sich heute in der Badischen Landesbibliothek und in der Württembergischen Landesbibliothek. Die Badische Landesbibliothek bewahrt zudem eine größere Zahl gedruckter Bücher aus Laßbergs Sammlung, darunter auch einige seiner Inkunabeln. Der größte noch zusammenhänge Teil von Laßbergs dokumentarischem Nachlass befindet sich bereits seit 1969 in der Badischen Landesbibliothek. Er enthält insbesondere zahlreiche Korrespondenzen mit Geistesgrößen seiner Zeit, darunter Sulpiz Boisserée, Joseph Görres, die Brüder Wilhelm und Jacob Grimm, Johann Caspar von Orelli, Karl vom Stein, Friedrich Carl von Savigny, Ludwig Uhland, Gustav Schwab, Wilhelm Wackernagel und Heinrich Zschokke.

## Ehen und Nachkommen
Laßberg heiratete 1795 Maria Anna Ebinger von der Burg († 1823), mit der er vier Söhne hatte:
- Karl; österreichischer Offizier
- Friedrich (* 13. Mai 1798; † 30. Juni 1838); Hof- und Regierungsrat des Fürstentums Hohenzollern-Sigmaringen
- Leonhard
- Erasmus

Mit Elisabeth zu Fürstenberg, geborene von Thurn und Taxis (* 30. November 1767; † 21. Juli 1822), der Witwe von Karl Aloys zu Fürstenberg, war Laßberg 1805–1822 liiert und hatte einen unehelichen Sohn:
- Hermann von Liebenau (* 3. Oktober 1807; † 28. Juli 1874), Arzt und Historiker

1834 heiratete Laßberg Anna Maria, gen. Jenny von Droste zu Hülshoff, die Schwester von Annette von Droste-Hülshoff
- Hildegard (* 5. März 1836; † 14. Mai 1909)
- Hildegunde (* 5. März 1836; † 30. Juli 1914)

## Gedenken

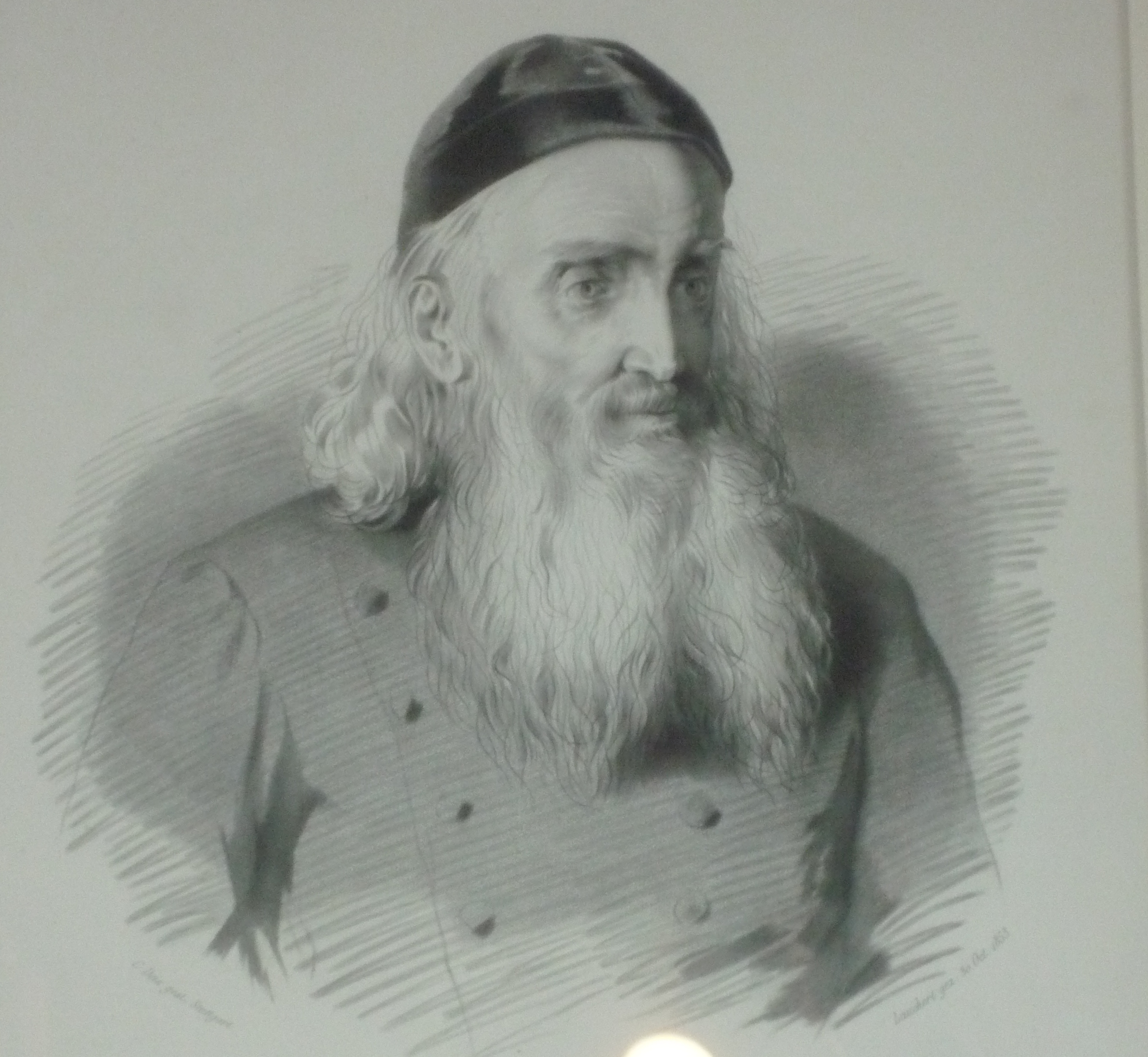
Porträt von 1853 in der Burg Meersburg

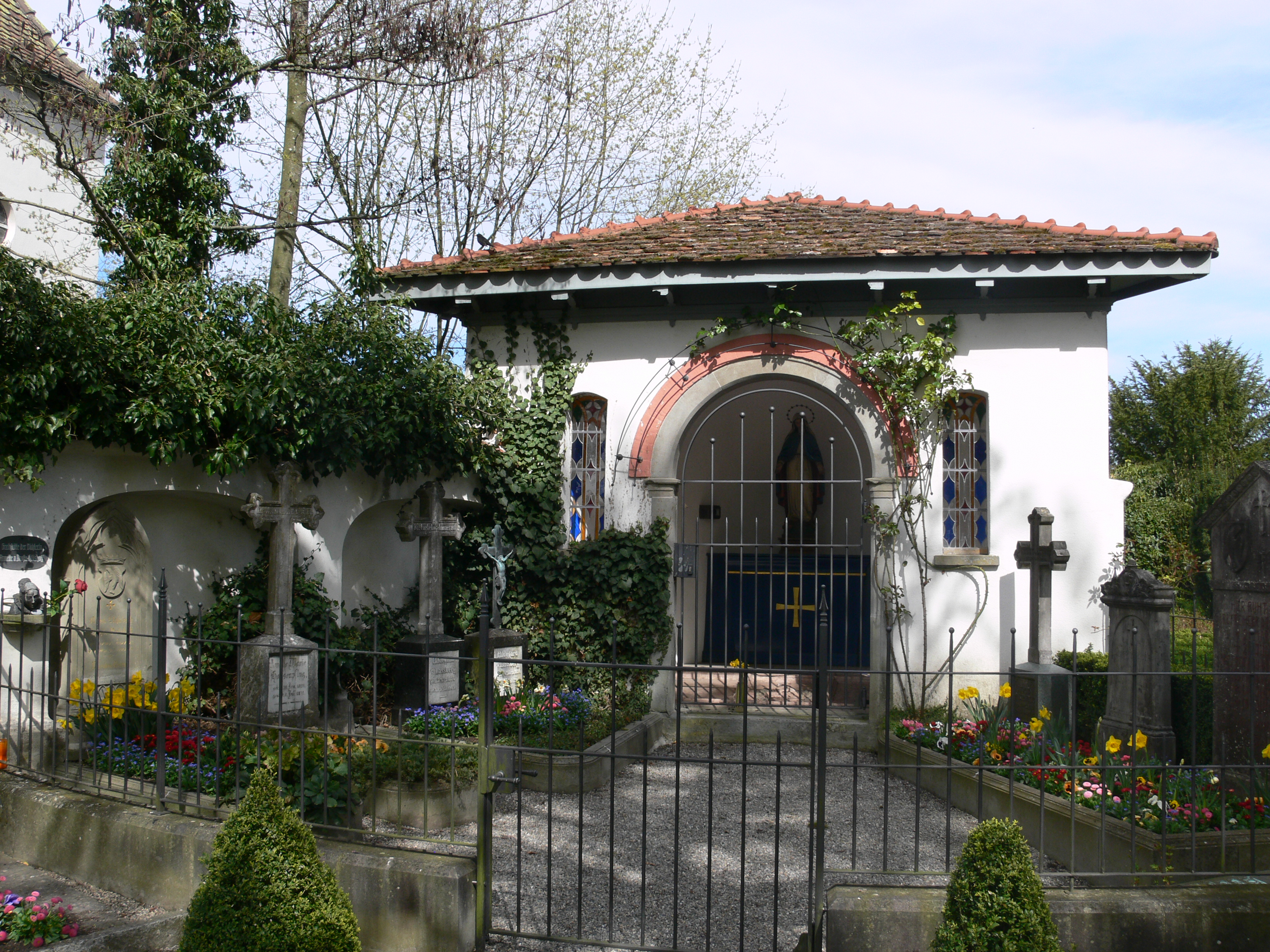
Eingefriedetes Areal mit den Gräbern von Joseph von Laßberg und seiner Verwandtschaft aus der Familie Droste zu Hülshoff

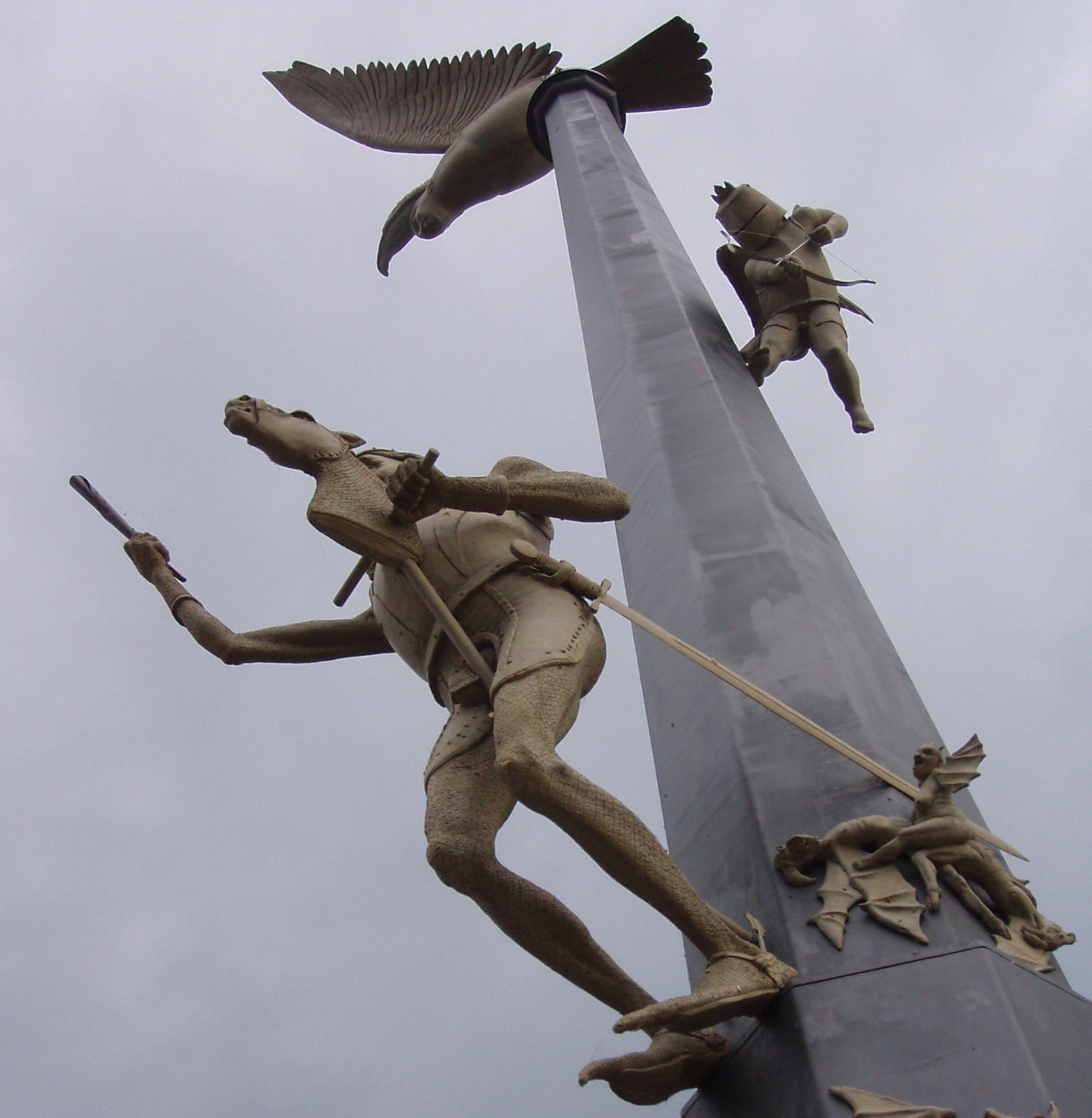
Die Laßberg-Figur von Peter Lenk

Anlässlich seines (letzten) Geburtstags am 10. April 1854 lud von Laßberg die Honoratioren und Beamten von Meersburg auf seine Burg zu Wein und Abendessen ein und verehrte jedem zum Abschied eine Lithografie mit seinem Porträt. Dieses Porträt hatte am 30. Oktober 1853 der Künstler Richard Lauchert gezeichnet. Es wurde in Stuttgart von Carl August Deis gestochen und vom Lithographen Niederbühl gedruckt.
Von Laßberg ruht auf dem Friedhof Meersburg. Im eingefriedeten Bereich sind auch seine Zwillingstöchter, deren Freundin Amalie Hassenpflug, seine Schwägerin Annette von Droste-Hülshoff und deren Neffe Carl Caspar von Droste zu Hülshoff mit seiner zweiten Ehefrau beigesetzt.
Der Künstler Peter Lenk schuf ihm in einer Figur seiner Magischen Säule in Meersburg ein Denkmal. Laßberg reitet hier in Ritterrüstung auf einem Steckenpferd – eine Anspielung auf den Ausdruck Nibelungen-Steckenreiter, mit dem seine Schwägerin ihn und seine Gesinnungsgenossen gern titulierte. Über der Laßberg-Statue schwebt eine Figur des Amor, ein Hinweis auf Laßbergs Frauen.
Im Freiburger Stadtteil Waldsee ist eine Straße nach ihm benannt (bis Ende 2016 noch „Lassbergstraße“ geschrieben), ebenso in seiner Heimatstadt Donaueschingen.

## Werke
- Eggenlied. 1832.
- Liedersaal. 1820–1825.
- Littower. 1826.
- Sigenot. 1830.
- Der Nibelunge Lied. Wigand, Leipzig 1840. Digitalisierte Ausgabe der Universitäts- und Landesbibliothek Düsseldorf